# Município Seles
Município Seles är en kommun i Angola.   Den ligger i provinsen Cuanza Sul, i den västra delen av landet, 300 km söder om huvudstaden Luanda.
I omgivningarna runt Município Seles växer huvudsakligen savannskog. Runt Município Seles är det glesbefolkat, med 17 invånare per kvadratkilometer.